# Статистичне управління Австрії
Статистичне управління Австрії (нім. Bundesanstalt Statistik Österreich (STAT), службова назва: нім. Statistik Austria) — національний орган статистики, відповідальний за збір та оприлюднення офіційної статистики, пов'язаної з Австрією. До 1 січня 2000 року відомий під назвою Центральне статистичне управління Австрії (нім. Österreichisches Statistisches Zentralamt). Нинішню назву дістав згідно з австрійським Федеральним законом про статистику 2000 року.

## Завдання
Статистичне управління Австрії є незалежним, неприбутковим федеральним агентством з громадськими правами. Воно формує офіційну статистику на федеральному рівні, а також відповідає за внесок Австрії в колективну статистику в статистичній системі Євросоюзу і представляє Австрію у статистичних органах ООН та її підзвітних організацій (таких, як ВООЗ, ЮНЕСКО, ФАО), а також ОЕСР, Ради Європи і Євростату та міжнародних наукових товариств.

## Історія
Австрійська статистика сягає своїм корінням часів адміністративних реформ Марії Терезії та Йосипа II (наприклад, перший перепис населення у 1754 році). 1829 року для збору статистичної інформації було створено перше державне агентство — Статистичне бюро, яке 1840 року перейменовано на Дирекцію адміністративної статистики (нім. Direktion der Administrativen Statistik), а після розширень 1863 року було передано колегіальному органу для австрійської імперської половини монархії (к. к. Центральна статистична комісія). Це відомство було видавцем австрійської статистики з 1882 по 1916 рік. Десятиліття до Першої світової війни були етапом інтенсивного фахового і технічного розвитку, розширення облікової та видавничої діяльності, поглиблення співпраці з університетами й спеціальними науками та початку міжнародного співробітництва.
Установою-наступницею у Першій Республіці було Федеральне управління статистики (нім. Bundesamt für Statistik; 1921—1938), у Другій Республіці — Центральне статистичне управління Австрії (нім. Österreichisches Statistisches Zentralamt; з 1945 по 1999), покликане відбудувати федеральну статистику, консолідувати міжнародне співробітництво в рамках ООН і ОЕСР та, нарешті, інтегрувати Австрію у статистичну систему європейських співтовариств (вступ до ЄС 1995 року).